# Cementerio judío de Coro
El Cementerio judío de Coro es el cementerio judío en continuo uso más antiguo de América. Su origen se puede ubicar en el siglo XIX, cuando la comunidad judía sefardí de la isla holandesa de Curazao comenzó a emigrar hacia la ciudad venezolana de Santa Ana de Coro en el año 1824. El cementerio se comenzó a construir en el año 1832 por Joseph Curiel y su esposa Debora Levy Maduro, los cuales habían comprado un lote de tierra cercano a la ciudad para poder enterrar a su hija, Hanah. En el cementerio se pueden encontrar tumbas y mausoleos impresionantes para el tamaño y riqueza del lugar, los cuales han quedado como recuerdos de la época cuando los judíos prosperaban en esta ciudad gracias al comercio naciente con las Antillas Neerlandesas. El cementerio está ubicado en la zona de Pantano Abajo, entre la avenida Roosevelt y la calle Zamora. En el cementerio se encuentran además, las tumbas de los poetas venezolanos de origen judío sefardí Elías David Curiel y Salomón López Fonseca.
El cementerio fue restaurado en la década de los 70, gracias al apoyo de la Asociación Israelita de Venezuela (AIV) y el gobierno nacional de entonces. En el año 2009 se firmó un acuerdo entre el Centro de Estudios Sefardíes de Caracas —representando a la AIV— y la Constructora Sambil, propiedad de Salomón Cohen, miembro de la comunidad judía, para la reconstrucción del cementerio tras intensas lluvias que afectaron todas las construcciones históricas de la ciudad de Coro, Patrimonio Cultural de la Humanidad.